# Tientaj

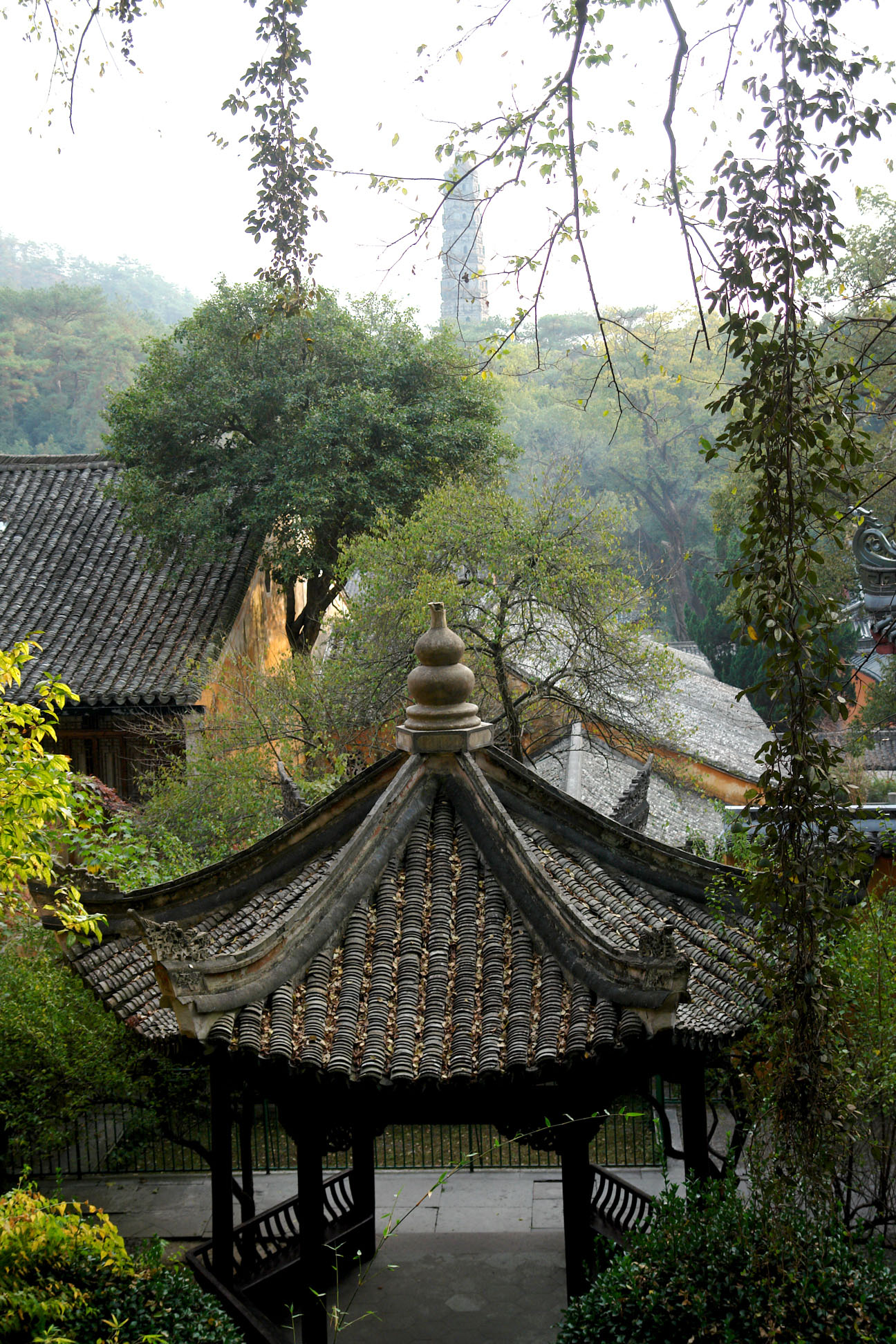
A Kuocsing templom a Tientaj-hegyen, amely eredetileg 598-ban épült a Szui-dinasztia idején.

A tientaj (kínai és japán: 天台宗, pinjin: tiāntái zōng) fontos buddhista iskola Kínában, Japánban, Koreában és Vietnámban, amelyben a Lótusz szútra a legmagasabb buddhista tanítás. Japánban ezt az iskolát tendainak nevezik, Koreában Cshönthe, Vietnámban pedig Thiên Thai tông.
Nevét onnan kapta, hogy az iskola alapítója, Cse-ji (Zhiyi) szerzetes, a kínai buddhizmus 4. pátriárkája, a Tientaj-hegyen tanult és ott készítette el buddhista tanításainak összetett rendszerét. A tientajt úgy is nevezik, hogy a "Lótusz iskola", mivel tanításai középpontjában a Lótusz szútra áll.
A Tang-dinasztia korában a tientaj iskola az egyik vezető buddhista iskolává nőtte ki magát Kínában. A kínai császár és a gazdag támogatók révén számos nagy templom épült, amelyekben több ezer szerzetes élt és a világi követők száma több millió volt.

## Története

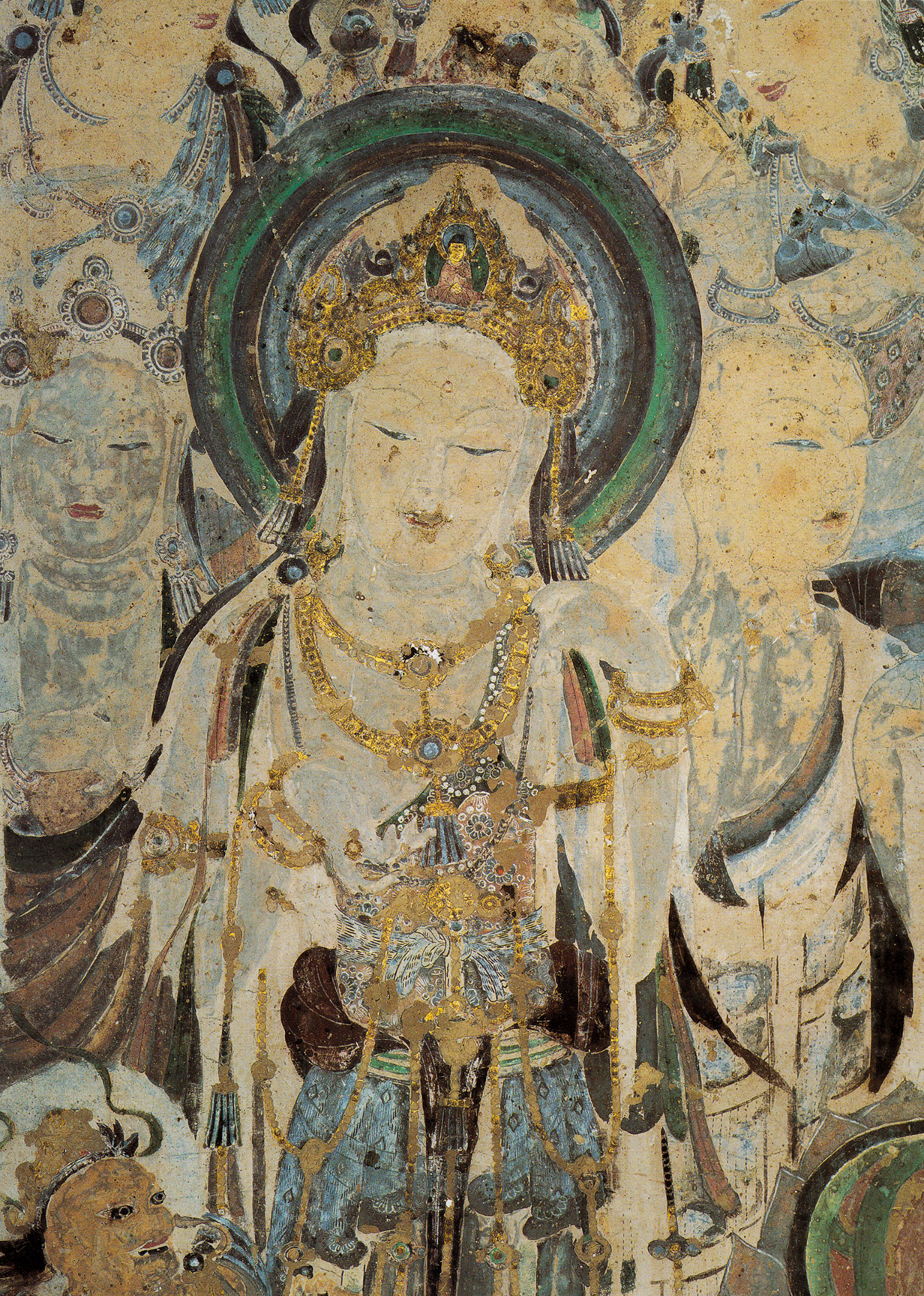
Avalókitésvara bodhiszattva, a Lótusz szútra egyik fontos alakja.

A kínai buddhizmus korai iskoláitól eltérően a tientaj iskola teljes egészében kínai eredetű. Az azt megelőző iskolákat Indiából ültették át úgy, hogy az eredeti tanításokon csupán elhanyagolható változtatások történtek. Azonban a tientaj iskolában egy Cse-ji (Zhiyi) nevű szerzetes buddhista szútrák hierarchiáját dolgozta ki, melyek csúcsán a Lótusz szútra állt. A szútrák köré meditációs és gyakorlati rendszerek kerültek.
Cse-ji (Zhiyi) után a tientaj összefonódott újabb iskolákkal, mint például Fa-hsziang és a Hua-jen, míg nem Csancsan újból felélesztette a tientaj iskolát és a rivális iskolákkal szemben megvédte a tanait. Az egyik leghevesebb vitája a fahsziang iskolával az egyetemes buddhasággal kapcsolatban volt, akik azt a nézőpontot vallották, hogy a különböző lények a megvilágosodás különböző szintjeit érik el, viszont a tientaj a Lótusz szútrára hivatkozva azt vallotta, hogy minden lény ugyanazt a buddhasági szintet éri el.
Idővel a tientaj iskola kibővítette tanait és a buddhizmus újabb ágai jöttek így létre, amelyeknek azonban nem voltak formális struktúráik. Hangsúlyozták a szövegek tanulmányozását, a meditációs gyakorlatokat és a tudat megfigyelésén keresztül a buddhaság gyors elérését tanították.
Az iskola javarészt Cse-ji (Zhiyi), Csancsan, és Csili tanításaira alapozta tanait, akik a "tanítások osztályozásának" voltak a hívei, mivel a Kínába érkező buddhista szövegek olykor ellentmondásosnak tűntek. Ezeket szándékoztak harmonizálni egymással, amelyet a Lótusz szútra értelmezésén keresztül értek el.

### Pátriárkák
Nágárdzsunát a középút filozófiája miatt a tientaj iskola első pátriárkájának tekintik.
Huiven (慧文), középkori dhjána mestert tekintik hagyományosan a második pátriárkának, aki tanulmányozta és tökéletesen elsajátította Nágárdzsuna tanításait.
Huiven a tanításokat később Huiszi (kínai: 慧思, 515-577) mesternek adta át, akit ezáltal a harmadik pátriárkának tartanak. Huiszi állítólag meditáció közben elérte a Lótusz szamádhi tudatszintet, amely azt jelenti, hogy megvilágosodott és elérte a buddhaság szintjét.
Huiszi tanait Cse-ji (Zhiyi) (kínai: 智顗, 538-597) követte, aki szintén a Lótusz szamádhi gyakorlatokat végezte és hamar elérte a megvilágosodást. Több szövegmagyarázatot és kézikönyvet készített, amelyek összefoglalják a buddhista gyakorlatok módszereit és a meditációkat. A fent említett átadási vonal nem tükrözi a korabeli buddhisták népszerűségét. A pátriárka elnevezés és a besorolás későbbi korokból származik.

### Cse-ji(Zhiyi)
A legtöbb tudós Cse-ji (Zhiyi)t tekintia a tientaj iskola legfőbb alapítójának, mivel leginkább ő szedte rendszerbe a tanokat és ő tette népszerűvé a módszereiket. Később az iskola hatodik pátriárkája, Csancsan készített szövegmagyarázatokat Cse-ji (Zhiyi) műveihez.
Cse-ji (Zhiyi) elemezte és rendezte az ágamákat és a mahájána szútrákat rendszerbe (öt időszakra és nyolc típusú tanításra). Például több olyan alap tanítás és koncepció létezett a történelmi Buddha idejében is, amelyet az emberek többsége nem volt képes megérteni. Az ágamákon keresztül viszont lehetséges volt közvetíteni a végtelen bölcsességről szóló tanításokat. Az ezt követő tanítások a fejlettebb tanítványok számára készültek, hogy pontosabb képük legyen Buddha tanításairól. Cse-ji (Zhiyi) legfőbb tanításait a Lótusz szútra tartalmazza, amely szerinte a buddhista tanok legmagasabb szintézise.

## Bibliográfia
- Chen, Jinhua – Making and Remaking History: A Study of Tiantai Sectarian Historiography, 1999, International Institute for Buddhist Studies, Tokyo, ISBN 4906267432